# Brigitta gloucesteri hercegné
Brigitta gloucesteri hercegné (Odense, 1946. június 20. - ) (lánykori nevén Birgitte van Deurs, született Birgitte Eva Henriksen) a brit királyi család, a Windsor-ház tagja házassága révén. Férje Richárd gloucesteri herceg, Henrik gloucesteri herceg fia és V. György brit király unokája. A hercegné dán származású.

## Fiatalkora
Birgitte Eva Henriksen 1946-ban született a dániai Odense városban, szülei Asger Preben Knud Wissing Henriksen és felesége, Vivian van Deurs. Szülei válása után anyja családnevét vette fel.
Középiskola tanulmányai elvégzése után Cambridge-be költözött, illetve dolgozott a londoni dán nagykövetségen is.

## Házassága
1972 februárjában jegyezte el Richárd herceg, Henrik gloucesteri herceg második fia. Az esküvőre 1972. július 8-án került sor. A házasság után, a királyi családba benősülő nem nemesi származású személyeknél megszokott módon, hivatalos címe Ő királyi fensége Gloucesteri Richárd hercegné lett.
Hat héttel az esküvő után Richárd bátyja, Vilmos gloucesteri herceg váratlanul, egy repülőbalesetben meghalt és Richárd lett a hercegi cím örököse. 1974-ben, Henrik herceg halála után Birgitte így Gloucester hercegnéja lett.
A hercegi párnak három gyermeke van:
- Alexander Windsor (1974. október 24. -), aki apja révén Ulster grófja. Felesége Claire Windsor ulsteri grófné (szül. Claire Booth).
- Davina Lewis (1977. november 19.), férje Gary Lewis
- Rose Gilman (1980. március 1.), férje George Gilman)

Richárd és Birgitte gyermekei, bár a Windsor-ház tagjainak számítanak, V. György dédunokáiként nem rendelkeznek királyi hercegi címmel és nem vesznek részt hivatalos rendezvényeken.

## Henrik, Gloucester 1. hercege leszármazottai
A hercegi cím örököse az „Ulster górfja“ címet, az örökös örököse a „Lord Culloden“ címet viseli. A herceg címet nem viselő fiát Lord, a lányát Lady cím illeti, ahogy ezt feltüntettük. A nem hercegi apától való leszármazottak nem viselnek Lord vagy Lady címet.
- V. György brit király (1865. június 3. – 1936. január 20.) Felesége: Teck Mária
  - VIII. Eduárd brit király
  - VI. György brit király
  - Mária brit királyi hercegnő
  - Henrik Gloucester 1. hercege (1900. március 31. - 1974. június 10.) Felesége: Alice Christabel Montagu Douglas Scott
    - Vilmos királyi herceg (1941. december 18. – 1972. augusztus 28.)[2]
    - Richárd Gloucester 2. hercege (1944, augusztus 26. – ) Felesége: Birgitte van Deurs (1946–)
      - Alexander Windsor, Ulster grófja (1974. október 24. Felesége: Claire Booth (1977–)
        - Xan Windsor, Lord Culloden (2007. március 12.–)
        - Lady Cosima Windsor (2010–)

      - Lady Davina Windsor (1977–) Férje: Gary Lewis
        - Senna Lewis (2010–)
        - Tāne Lewis (2012–)

      - Lady Rose Windsor (1980–) Férje: George Gilman
        - Lyla Gilman (2010–)
        - Rufus Gilman (2012–)

  - György kenti herceg
    - innen lásd Kent hercege

  - János brit királyi herceg

## Hivatalos szereplései
A hercegné számos, oktatással, gyógyítással vagy jótékonykodással foglalkozó szervezet védnöke. Richárd herceg oldalán számos hivatalos eseményen vesznek részt, legtöbbször II. Erzsébet brit királynő (Richárd unokatestvére) képviseletében. Az első ilyen alkalomra 1973-ban került sor, amikor Richárddal együtt Norvégiába utaztak, hogy részt vegyenek V. Olaf norvég király 70. születésnapjára rendezett ünnepségeken.
A hercegné emellett a Brit Királyi Haditengerészet két hajójának védnöke: a HMS Gloucester és a HMS Sandown.
Diána walesi hercegné halála után Birgitte hercegné a Királyi Zeneakadémia elnöke lett.

## Címei, kitüntetései

Birgitte gloucesteri hercegné személyes címere

### Címei
- 1946. június 20. – 1966. január 15.[5]: Miss Birgitte Henriksen
- 1966. január 15. – 1972. június 8.: Miss Birgitte van Deurs
- 1972. június 8. – 1974. június 10.: Ő királyi fensége Richárd gloucesteri hercegné
- 1974. június 10. –: Ő királyi fensége Birgitte gloucesteri hercegné

### Kitüntetései
- GCVO: A Királyi Viktória Rend nagykeresztes dámája, 1989
- DStJ: A Sz. János-rend dámája
  - GCStJ: A Sz. János-rend nagykeresztes dámája
- II. Erzsébet Királyi Családi Rend
- Tongai Koronarend, 2008

#### Tiszteletbeli katonai kinevezései
Egyesült Királyság
- A Ír Királyi Lovascsendőség tiszteletbeli ezredese (1992-ig)
- A Királyi Hadi Fogorvosi Testület tiszteletbeli parancsnoka
- A Vezérkari Hadtest helyettes parancsnoka
- A The Rifles lövészezred 7. zászlóaljának királyi ezredese

Brit Nemzetközösség
- A kanadai hadsereg fogorvosi szolgálatának tiszteletbeli parancsnoka (2006 –)[6]
- A Királyi Ausztrál Kiképző Hadtest tiszteletbeli parancsnoka
- A Királyi Új-Zélandi Kiképző Hadtest tiszteletbeli parancsnoka
- A Bermuda Ezredtiszteletbeli parancsnoka